# Горбунов, Николай Николаевич (генерал-майор)
Никола́й Никола́евич Горбуно́в (1865—1914) — русский генерал-майор, герой Первой мировой войны.

## Биография
Родился 8 (20) октября 1865 года в семье Николая Павловича и Юлии Александровны (дочери А. В. Вышеславцева) Горбуновых.
Окончил 1-й Московский кадетский корпус и 3-е военное Александровское училище (1887), выпущен в 1891 году подпоручиком в 118-й пехотный Шуйский полк. Позднее был переведён в лейб-гвардии Гренадерский полк тем же чином и старшинством.
Штабс-капитан с 1900 года, капитан с 1901 года, полковник с 1910 года. В течение 8 лет и 8 месяцев командовал ротой лейб-гвардии Гренадерского полка. Окончил Офицерскую стрелковую школу «успешно».
В Первую мировую войну вступил со своим полком. Был награждён Георгиевским оружием
За то, что будучи в чине полковника, 27 августа 1914 года, в бою у д. Тарнавки личным примером довел баталион под убийственным огнём противника до удара в штыки, выбил противника из окопов и удержал их до конца боя. Был смертельно ранен.
Впоследствии, 26 июня 1916 года, он был посмертно произведён в генерал-майоры.

## Награды
- Орден Святой Анны 3-й ст. (1909);
- Орден Святого Станислава 2-й ст. (1912);
- Георгиевское оружие (ВП 18.07.1916).